# Jean-Anatole Langrand
Ne doit pas être confondu avec Jean Baptiste Apollon Léon Langrand.
Jean-Anatole Langrand (né en 1849 à Bruxelles - mort en 1907 à Fécamp) est un artiste peintre de la seconde moitié du XIXe siècle.

## Histoire

### Jeunesse
Jean Anatole Langrand est né à Bruxelles le 3 novembre 1849 et est mort le 11 juillet 1907 à Fécamp (Seine-Maritime). En 1880, il est naturalisé français. Il est l'un des quatre fils du comte romain André Langrand, financier belge, et de Rosalie Dumonceau.
Il étudia d'abord le droit avant de se consacrer à la peinture.
Il s'installe à Caudebec-en-Caux vers 1895 et fonde avec sa fille Andrée une école de Peinture et dessin à Rouen

### Carrière
Il est élève d'Édouard Dubufe, d'Alexis-Joseph Mazerolle et d'Henri Harpignies et ami de Guillaume Dubufe.
Il collabore[Quand ?] à L'Art ainsi qu'avec d'autres journaux illustrés.
Il est nommé[Quand ?] professeur à l’École nationale des arts décoratifs.
En 1879, Mazerolle l'engage pour la décoration du plafond du Théâtre-Français.
Il meurt le 11 juillet 1907 à Fécamp. Il est inhumé avec sa femme dans le cimetière de Caudebec-en-Caux.

### Famille et descendance
Il épouse Héloïse Robert's : le couple a neuf enfants (six garçons et trois filles).
Son frère Charles Langrand est diplôme de l'École centrale de Paris, et après une carrière dans le développement des chemins de fer à Mexico, il s'installe en Italie et se consacre à la Musique. Musicien, il est très lié avec Vincent d'Indy et le groupe de la Schola Cantorum.
Sa fille Andrée Langrand sera directrice de l'école de l'UCAD (Union centrale des arts décoratifs) à Paris après la Première Guerre mondiale, où elle donna un souffle nouveau à la reliure avec sa sœur Jeanne.
Sa fille Jeanne est connue pour ses très nombreuses reliures à la ligne sobre et épurée, aux compositions géométriques et mosaïquées qui font d'elle l'un des grands noms de la reliure des Arts décoratifs.

## Œuvre
À partir de 1877, il participe au Salon de la Société des artistes français et y présente presque chaque année une œuvre :
- 1877 : Intérieur d'Atelier (en fait celui de Guillaume Dubufe).
- 1878 : Saint Jean.
- 1879 : Idylle.
- 1880 : Portrait de sa mère.
- 1881 : il n'expose pas, ayant eu à exécuter des travaux de décoration sur place.
- 1882 : Saint Symphorien conduit au martyre, œuvre exposée au Salon de la Société des artistes français de 1882 (cat. no 1536) et achetée pour l'église de Nicole près d'Agen (Lot-et-Garonne), offerte par Zora et Tertia de Brienne, sœurs, (habitantes de Nicole), comme indiqué sur le cartel fixé sur le cadre ; c'est probablement leur neveu, Alexandre Canelle de Lalobbe, peintre, qui établit le contact, d'autant que l'un et l'autre participaient au Salon de la Société des artistes français.
- 1883 : La Salle des hommes.
- 1899 : Société nationale des beaux-arts : Portrait du Rssimo Don Joseph Pothier, moine bénédictin.
- 1903 : Société nationale des beaux-arts : Le Tournant des meules, œuvre exposée au Musée Baron-Martin à Gray, Haute-Saône.
- en 1904, il dessine le monument aux marins morts[9] de Fécamp en grès d'Alexandre Bigot